# Okręg Corte
Okręg Corte (fr. Arrondissement de Corte) – okręg Francji na Korsyce. Populacja wynosi 53 400 osób.

## Podział administracyjny
W skład okręgu wchodzą następujące kantony:
- Alto-di-Casaconi,
- Bustanico,
- Campoloro-di-Moriani,
- Castifao-Morosaglia,
- Corte,
- Fiumalto-d’Ampugnani,
- Ghisoni,
- Moïta-Verde,
- Niolu-Omessa,
- Orezza-Alesani,
- Prunelli-di-Fiumorbo,
- Venaco,
- Vescovato,
- Vezzani.